# تورسيو (آن)
تورسيو (بالفرنسية: Torcieu)‏ هي بلدية فرنسية تقع في إقليم الآن في فرنسا. رمز إنسي لها هو:1421. أما الرمز البريدي لها فهو: 1230.